# Mia Čorak
Mia Čorak Slavenska, prva hrvaška prima balerina, * 1916, Brod na Savi (Slavonski Brod), † 2002, Los Angeles, ZDA.